# 吉田誠 (昆虫食研究者)
吉田 誠（よしだ まこと、1990年 - ）は昆虫食の研究家・ライター。
大手商社に所属するデジタル推進担当者でありながら、食用昆虫の研究者としても広く知られている。

## 経歴
食用昆虫の研究と普及活動をライフワークとしており、特にヨーロッパイエコオロギの養殖に関する研究を行っている。食用昆虫に関するメリットとデメリットの両面からのアドバイスを提供し、新規事業検討や普及活動に貢献している。
滋賀県出身。東京大学農学部卒業および2014年、東京大学大学院農学生命科学研究科修了。東京大学農学部、農学生命科学研究科にてヨーロッパイエコオロギの養殖研究を行う（2011〜2014年）。
NPO法人食用昆虫科学研究会（2013年法人化）の立ち上げメンバーおよび理事として活動。
ラオスにおけるヤシオオオサゾウムシ養殖プロジェクトを支援。
国内外の食用昆虫の普及活動、情報収集、調査などを行う。

## 活動と業績
- 食用昆虫への新規事業検討支援、ビジネス上の可能性についてのアドバイス[3]。
- 食用昆虫の普及に関する支援、試食提供、各種セミナー実施[4]。
- 昆虫食に関する書籍への寄稿やメディアでの情報発信[5]。
- 『住まいとでんき』2023年7月号にて「昆虫食の魅力と可能性」に関するコラムを執筆[6]。
- 2023年、コオロギ食に関する社会的な議論の中で、ABEMAニュースに出演し、昆虫食に関する専門的な見解を提供[7]。
- 2023年Naked Loft Yokohamaにて、トークショー「徹底トーク! 昆虫食陰謀論!?」にてゲスト出演[8]。
- 2023年、「好奇心」の先に見える世界ー吉田誠×養老孟司という企画にて養老孟司と昆虫について対談[9]。

## 著書
- 『昆虫食のデマとリアル 燃え上がるコオロギ』(2023年4月出版)
- 『ミツツボアリを食べたくて: オーストラリア昆虫食探求記』(2024年4月出版)